# Chris Baio
Christopher Baio, (29 de Outubro de 1984), é um músico, mais conhecido por ser o baixista da banda indie rock Vampire Weekend.

## Biografia
Baio foi ligado à música desde muito cedo; comprou seu primeiro álbum aos sete anos de idade e foi para seu primeiro show, da banda Cracker, aos nove. Baio diz que, quando criança, sempre colocava para tocar o disco Doolittle, dos Pixies, ao dormir.
Baio foi da Columbia University em Nova York, especializando-se em russo, estudos regionais e Matemática, finalmente, graduando-se em maio de 2007. Ele serviu como diretor da faculdade de rock WBAR durante seu tempo de escola. 
Ele é primo do ator Scott Baio, que interpretou Charles na série Charles in Charge.

## Carreira musical
Durante o ensino médio, Baio era guitarrista, compositor e vocalista de uma banda local, Bronxville NY, conhecido como Underrated.

## Carreira Solo
Em 2015, Baio lança seu primeiro álbum solo intitulado The Names, que conteve sigles como The Names e Sister Of Pearl que esteve presente no video-game FIFA 16. 
Baio estava em uma banda country de influência chamada Midnight Hours com o atual baterista da Vampire Weekend, Chris Tomson da Columbia University, onde foi formada a banda.  Após o rompimento de Midnight Hours, Baio estava trabalhando como DJ como um trabalho de lado até Vampire Weekend foi criado. Os membros da banda foi direto ao ensaiando para seu primeiro show, que foi reservado antes da banda ter começado a praticar.